# Ferrandia
Sous-famille
Genre
Synonymes
- Enea Roewer, 1933

Ferrandia, unique représentant de la sous-famille des Ferrandiinae, est un genre de solifuges de la famille des Solpugidae.

## Distribution
Les espèces de ce genre se rencontrent en Somalie et en Arabie saoudite.

## Liste des espèces
Selon Solifuges of the World (version 1.0) :
- Ferrandia arabica Lawrence, 1954
- Ferrandia birulae (Roewer, 1933)
- Ferrandia ferrandii (Kraepelin, 1899)
- Ferrandia robusta Lawrence, 1954

## Publication originale
- Roewer, 1933 : Solifuga, Palpigrada. Dr. H.G. Bronn's Klassen und Ordnungen des Thier-Reichs, wissenschaftlich dargestellt in Wort und Bild. Akademische Verlagsgesellschaft M. B. H., Leipzig. Fünfter Band: Arthropoda; IV. Abeitlung: Arachnoidea und kleinere ihnen nahegestellte Arthropodengruppen, vol. 2/3, p. 161–480 (texte intégral).